# Liste der Monuments historiques in Fontaines-Saint-Clair
Die Liste der Monuments historiques in Fontaines-Saint-Clair führt die Monuments historiques in der französischen Gemeinde Fontaines-Saint-Clair auf.

## Liste der Objekte
| Bezeichnung                | Beschreibung                                                              | Standort                       | Kennzeichnung | Schutzstatus | Datum | Bild |
| -------------------------- | ------------------------------------------------------------------------- | ------------------------------ | ------------- | ------------ | ----- | ---- |
| Skulptur Heiliger Clarus   | Eichenholz, farbig gefasst und vergoldet, 17. Jahrhundert; 1995 gestohlen | in der Kirche St-Michel (Lage) | PM55001855    | Inscrit      | 1992  |      |
| Skulptur Heiliger Hubertus | Holz, farbig gefasst, 18. Jahrhundert                                     | in der Kirche St-Michel (Lage) | PM55001854    | Inscrit      | 1992  |      |